# Ашанті (область)
Ашанті — область на півдні Гани, третя за величиною серед 10 областей країни. Столиця регіону — місто Кумасі.

## Географія
Ашанті межує з областями Бронг-Ахафо на півночі, Східною на сході, Центральною на півдні та Західною на південному заході.

### Округи
Область поділяється на 27 округів.
| Округи області Ашанті | Округи області Ашанті | Округи області Ашанті |
| Округ                 | Столиця               | Населення             |
| --------------------- | --------------------- | --------------------- |
| Північний Адансі      | Фомена                | 235 680 (2000)        |
| Південний Адансі      | Нью-Едубіасе          | 129 325 (2000)        |
| Афігія-Квабре         | Агона                 |                       |
| Північний Ахафо-Ано   | Тепа                  | 71 856 (2000)         |
| Південний Ахафо-Ано   | Манкрансо             | 133 874 (2000)        |
| Центральний Амансіє   | Бекваї                | 219 508 (2000)        |
| Західний Амансіє      | Мансо-Нкванта         | 108 768 (2000)        |
| Північний Асанте-Акім | Кононго               | 126 465 (2000)        |
| Південний Асанте-Акім | Хуасо                 | 96 885 (2000)         |
| Атвіма-Кванвома       | Фоасе-Кокобен         | 234 759 (2000)        |
| Атвіма-Мпонуа         | Нійїнахім             |                       |
| Атвіма-Нвабіагіа      | Нкавіє                |                       |
| Бекваї                | Бекваї                |                       |
| Босоме-Фрего          | Асіва                 |                       |
| Босомтве              | Кунтенасе             | 145 524 (2000)        |
| Еджісу-Хуабен         | Еджісу                | 124 179 (2000)        |
| Еджура/Секьєдумасе    | Еджура                | 81 119 (2000)         |
| Кумасі-Метрополітан   | Кумасі                | 1 171 311 (2000)      |
| Квабре                | Мампонтенг            | 164 668 (2000)        |
| Мампонг               | Мампонг               |                       |
| Обуасі                | Обуасі                |                       |
| Оффінсо               | Оффінсо               | 138 190 (2000)        |
| Північний Оффінсо     | Акомадан              |                       |
| Секієре-Афрам-Плейнс  | Кумаву                |                       |
| Центральний Секієре   | Нсута                 |                       |
| Східний Секієре       | Еффідуасе             | 157 378               |
| Південний Секієре     | Агона-Ашанті          | 143 213               |

## Відомі уродженці
| Відомі уродженці області Ашанті | Відомі уродженці області Ашанті | Відомі уродженці області Ашанті |
| #                               | Особа                           | Населений пункт                 |
| ------------------------------- | ------------------------------- | ------------------------------- |
| 1                               | Річмонд Боакіє                  | Агого                           |
| 2                               | Дебора Овусу-Бонсу              | Кумасі                          |
| 3                               | Саллі Мунтарі                   | Кононго                         |
| 4                               | Соня Ібрагім                    | Кумасі                          |
| 5                               | Еммануель Фрімпонг              | Кумасі                          |
| 6                               | Кофі Аннан                      | Кумасі                          |
| 7                               | Джон Куфуор                     | Кумасі                          |
| 8                               | Ісаак Ворсах                    | Кумасі                          |
| 9                               | Джульєт Ібрагім                 | Кумасі                          |
| 10                              | Сем Джона                       | Обуасі                          |
| 11                              | Райан Бенсон                    | Кумасі                          |
| 12                              | Самуель Куффур                  | Кумассі                         |
| 13                              | Кофі Кінгстон                   | Кумасі                          |
| 14                              | Тоні Єбоа                       | Кумасі                          |
| 15                              | Квадво Асамоа                   | Кумасі                          |
| 16                              | Максвел Конаду                  | Кумасі                          |
| 17                              | Гаррісон Аффул                  | Кумасі                          |
| 18                              | Квінсі Овусу-Абейє              | Кумасі                          |